# مطار كاشغر الدولي
مطار كاشغر الدولي (بالصينية: 喀什机场)(بالأويغورية: قەشقەر ئايروپورتى)(إياتا: KHG، إيكاو: ZWSH) يقع في مدينة كاشغر في جمهورية الصين الشعبية. المعروف أيضًا باسم مطار كاشي، وهو مطار مدني يخدم كاشغر في سنجان في جمهورية الصين الشعبية. افتتح المطار في 10 مارس 1954. في عام 2006 بدأت أولى الرحلات الجوية الدولية.
صنف مطار كاشغر الدولي في المرتبة السادسة والخمسون في الصين من حيث عدد الركاب عام 2011 وفقًا لإدارة الطيران المدني في الصين، حيث تعامل مع 912,591 راكب، وبلغ إجمالي حركة الطائرات (القادمة والمغادرة) 9,880 طائرة وقد بلغت كمية البضائع المنقولة عبر المطار 3,706 طن.

## شركات الطيران والوجهات
| شركـات طيـران          | الوجهات |
| ---------------------- | --- |
| طيران الصين            | مطار بكين العاصمة الدولي، مطار تشنغدو شوانغليو الدولي، مطار أورومتشي ديوبو الدولي |
| خطوط شرق الصين الجوية  | مطار نغاري غونشا، مطار أورومتشي ديوبو الدولي، مطار شيان شيانيانغ الدولي |
| طيران الصين اكسبرس     | مطار أقسو هونغكيبو، مطار بولي ألاشهانكو، مطار كاراماي جوهاي، مطار كورلا، مطار شياجي، مطار تومتشوك تانغوانغتشنغ |
| خطوط جنوب الصين الجوية | مطار أقسو هونغكيبو، مطار آلتاي شويدو، مطار بكين داشينغ الدولي، مطار تشونغتشينغ جيانغبى الدولي، مطار قوانغتشو باييون الدولي، مطار خوتان كونغانغ، مطار كورلا، مطار توربان جياهوي، مطار أورومتشي ديوبو الدولي، مطار ووهان تيانهي الدولي، مطار شيان شيانيانغ الدولي، مطار ينينغ، مطار تشنغتشو الدولي |
| Chongqing Airlines     | مطار أقسو هونغكيبو، مطار تشونغتشينغ جيانغبى الدولي |
| خطوط هاينان الجوية     | مطار شينزين باوان الدولي، مطار أورومتشي ديوبو الدولي، مطار تشنغتشو الدولي |
| طيران لونج             | مطار قوانغتشو باييون الدولي، مطار تشنغتشو الدولي |
| خطوط لاكي الجوية       | مطار نغاري غونشا، مطار أورومتشي ديوبو الدولي |
| Qingdao Airlines       | مطار تشانغشا هوانغوا الدولي، مطار لانتشو تشونغ تشوان |
| خطوط شاندونغ الجوية    | مطار جينان الدولي، مطار أورومتشي ديوبو الدولي |
| خطوط سيتشوان الجوية    | مطار تشنغدو شوانغليو الدولي، مطار أورومتشي ديوبو الدولي |
| سبرينغ (شركة طيران)    | مطار لانتشو تشونغ تشوان |
| خطوط تيانجين الجوية    | مطار أورومتشي ديوبو الدولي |
| أورومتشي للطيران       | مطار تشنغدو تيانفو الدولي، مطار لانتشو تشونغ تشوان، مطار أورومتشي ديوبو الدولي، مطار تشنغتشو الدولي |
| West Air               | مطار توربان جياهوي، مطار شينينغ الدولي، مطار تشنغتشو الدولي |

### الشحن
| شركـات طيـران      | الوجهات          |
| ------------------ | ---------------- |
| YTO Cargo Airlines | مطار جناح الدولي |